# Železničná spoločnosť Slovensko
Železničná spoločnosť Slovensko (en castellano: «Compañía de Ferrocarril de Eslovaquia», abreviado ZSSK) es la empresa estatal que opera el transporte ferroviario en Eslovaquia. Fue fundada en 2005 como parte de Železnice Slovenskej republiky, la empresa que opera la infraestructura ferroviaria eslovaca. La sede de la empresa se encuentra en la capital, Bratislava.

## Historia
En 2002 se fundó Železničná spoločnosť como un sucesor de Železnice Slovenskej republiky en materia de personal y de carga de transporte. En 2005 esta nueva empresa se dividió en Železničná spoločnosť Slovensko a. s., providing Passenger transport services and "Železničná spoločnosť Cargo Slovakia, a. s." (ZSSK CARGO or ZSCS)  con el objetivo de prestar servicios de transporte de pasajeros y Železničná spoločnosť Cargo Eslovaquia (ZSSK CARGO o ZSCS) se ocupaba de servicios de carga.
En enero de 2011, ZSSK perdió su monopolio en el transporte de pasajeros subsidiados cuando RegioJet se adjudicó un contrato para operar el servicio Bratislava-Dunajská Streda-Komárno.